# 佐藤建吉
佐藤 建吉（さとう けんきち、昭和25年（1950年） - ）は、日本の工学者、工学博士（東京都立大学 (1949-2011)）、元千葉大学工学部・大学院工学研究院准教授。山形県鶴岡市出身。

## 略歴
- 1950年、山形県鶴岡市に生れる。
- 1968年、山形県立鶴岡工業高等学校卒業。
  - 2年後退職し、千葉大学に在職しながら夜間大学（千葉大学・千葉工業大学の機械工学科）を卒業[1]。
- 1979年3月、東京都立大学 (1949-2011)大学院機械工学専攻修了。
- 1986年7月7日、工学博士（東京都立大学）取得。
- 1990年、千葉大学工学部・大学院工学研究院准教授
- 著書『ブルネルの偉大なる挑戦』日刊工業新聞社で、第32回交通図書賞受賞[2]

## 著作物

### 著書
- 『設計者のためのフレッティング疲労入門』 2011年 日刊工業新聞社 ISBN 978-4-526-06660-3
- 『新・機械技術史』 2010年 日本機械学会出版センター ISBN 978-4-88898-196-5
- 『例題でよくわかる ホントにやさしい材料力学』 2010年 日刊工業新聞社 ISBN 978-4-526-06532-3
- 『絵とき「金属疲労」基礎のきそ』 2008年 日刊工業新聞社 ISBN 978-4-526-06103-5
- 『トコトンやさしい鉄道の本』2007年 日刊工業新聞社 ISBN 978-4-526-05907-0
- 『イザムバード・キングダム・ブルネルの生涯と時代』 2006年 LLP技術史出版会 ISBN 978-4-434-08485-0
- 『ブルネルの偉大なる挑戦』 2006年 日刊工業新聞社 ISBN 4-526-05721-5

### 博士論文
- 『フレッティング疲労き裂の発生と進展挙動に関する研究』 1986年7月7日 東京都立大学 NAID 500000017249